# Feder-Bosch-Abkommen
Das Feder-Bosch-Abkommen (auch Benzinvertrag) war ein am 14. Dezember 1933 geschlossener Vertrag zwischen der I.G. Farben und dem Deutschen Reich. Darin verpflichtete sich die I.G. Farben, in ihren Leunawerken bis zum 31. Dezember 1935 mindestens 300.000, höchstens 350.000 Tonnen synthetisches Benzin zu produzieren. Im Gegenzug übernahm der Staat Wirtschaftlichkeitsgarantien für alle synthetischen Produkte der Leunawerke. Der Vertrag hatte eine Laufzeit von zehn Jahren. Benannt ist das Abkommen nach den Mitunterzeichnern Gottfried Feder (Staatssekretär des Reichswirtschaftsministeriums) und Carl Bosch (Vorstandsvorsitzender der I.G. Farben).

## Hintergründe
Im Zuge der deutschen Autarkiebestrebungen, die ihre Ursprünge in der Weimarer Republik hatten, nahm im Jahr 1925 die I.G. Farben die Forschung auf, durch Kohleverflüssigung in großtechnischem Stil synthetische Kraftstoffe zu gewinnen. Schon 1926 brachte das Unternehmen in seinem Werk Leuna den ersten Großversuch im industriellen Maßstab hinter sich und ging am 1. April 1927 mit einem Durchsatz von 100.000 Jahrestonnen in Produktion. Der Verkauf des neuen Ottokraftstoffs der I.G. Farben erfolgte ab Ende 1927 unter dem Markennamen Leuna-Benzin an Tankstellen der Deutschen Gasolin AG, einem Tochterunternehmen der I.G. Farben.
Obwohl die Anlagen zur Herstellung des synthetischen Treibstoffs in Leuna bis 1931 immer wieder von Kinderkrankheiten geplagt wurden, stieg der Output zwischen 1927 und 1929 erfolgversprechend an. Gleichzeitig stiegen die Erlöse von einem geringen Betrag im Jahr 1927 auf 6 Millionen RM im Jahr 1928 und 14 Millionen RM im Jahr 1929. Danach verlief die Entwicklung für die I.G. Farben anders als erhofft. Nach Ausbruch der Weltwirtschaftskrise sanken die Weltmarktpreise für Erdölbenzin bis 1931 auf 5,2 Pfennig, wohingegen die Produktion von einem Liter Leuna-Benzin 23 Pfennig kostete. Selbst staatliche Hilfen, wie die Mineralölzollerhöhung von 1929/30 oder eine eigens für die I.G. Farben gewährte Mineralölsteuersenkung verhalfen dem Leuna-Benzin nicht zur Wirtschaftlichkeit.
Mit Einführung der Devisenzwangswirtschaft im Juli 1931 gewährte die Regierung Brüning der I.G. Farben umfangreiche Subventionen zur Herstellung des Kohlebenzins, um Deutschlands Außenhandelsbilanz zu entlasten. Dennoch plädierte ein nicht geringer Teil der I.G.-Geschäftsleitung für den Abbruch des auf absehbare Zeit unrentablen Leuna-Großprojekts. Die Auseinandersetzung erreichte 1932 ihren Höhepunkt, als der Preis für einen Liter Erdölbenzin zeitweise auf 4 Pfennig fiel. Einer der stärksten Befürworter des Projekts war Carl Bosch, der Vorstandsvorsitzende der I.G. Farben. Er sah mit dem Bau von Hydrierwerken eine Möglichkeit, dem Devisenmangel Deutschlands und der Importabhängigkeit von Erdöl entgegenzuwirken.
Vor diesem Hintergrund begannen die Verhandlungen zwischen der I.G. Farben und dem Reichswirtschaftsministerium über den Ausbau der synthetischen Treibstoffversorgung im Jahr 1932. Somit kam die Idee, die Produktion des Leuna-Benzins in Deutschland noch umfangreicher staatlich zu fördern, nicht von den Nationalsozialisten, sondern wie die überwiegende Mehrheit wirtschaftspolitischer Vorstellungen der NSDAP von außen und entsprach älteren Forderungen. Obwohl bereits im Juni 1932 ein persönliches Treffen mit Adolf Hitler und dem Leuna-Direktor Heinrich Bütefisch sowie dem Pressesprecher der I.G. Farben, Heinrich Gattineau, über eine höhere Subventionierung der Mineralölsynthese stattfand, hatten die Nationalsozialisten bis Mitte 1933 andere Pläne, die eindeutig gegen die Interessen der I.G. Farben gerichtet waren.
Gottfried Feder, der führende Wirtschaftsexperte der NSDAP und nach Hitlers Ernennung zum Reichskanzler der zuständige Staatssekretär im Reichswirtschaftsministerium, war der härteste Verfechter eines ehrgeizigen Plans, Vorteile aus den niedrigen Erdölpreisen zu erzielen. Er schlug vor, die deutsche Raffineriekapazität beträchtlich zu erweitern, um dann importiertes Rohöl aus dem Ausland selbst zu verarbeiten. Im Vergleich zu den Subventionen für das Leuna-Benzin bedeutete dies eine erhebliche Einsparung von Steuergeldern. Der Vorschlag erlaubte darüber hinaus die Bevorratung großer Kraftstoffmengen und den sparsamen Umgang mit Devisen. Für diesen Plan hatte Feder zumindest bis Mitte 1933 die Unterstützung Hitlers. Dringender Handlungsbedarf bestand in jedem Fall, da allein schon die Zulassungen von privaten Kraftfahrzeugen in Deutschland rasant anstiegen, von 41.000 im Jahr 1932 auf 82.000 im Jahr 1933 und weiter auf 159.000 im Jahr 1934. Folglich stiegen die Mineralölimporte innerhalb von nur zwei Jahren auf das Vierfache.
Im Juni 1933 rechnete die I.G. Farben in einer Denkschrift vor, dass für Benzin der inländische Versorgungsgrad von 25 Prozent im Jahr 1933 auf rund 67 Prozent im Jahr 1937 gesteigert werden könne. Zum einen würden damit „Hunderte von Millionen an Devisen eingespart“, zum anderen die Arbeitskonjunktur angekurbelt. Diese Argumentation – nicht die wehrökonomische – führte am 14. Dezember 1933 zu dem vielbeachteten Feder-Bosch-Abkommen.

## Inhalte
Den Benzinvertrag schloss die Reichsregierung mit der Ammoniakwerk Merseburg GmbH – Leuna Werke. Das heißt, das Abkommen wurde nicht mit der I.G.-Zentrale in Frankfurt, sondern mit dem zur I.G. Farben gehörenden Werk Leuna vereinbart. Dementsprechend galten die Vertragsbestimmungen auch nur für die Produktion in Leuna. Unterzeichnet wurde das Abkommen von Carl Bosch und Hermann Schmitz als Vertreter der I.G. Farben, Graf Schwerin von Krosigk als Reichsminister der Finanzen und von Gottfried Feder als zuständiger Staatssekretär des Reichswirtschaftsministeriums.
Der Vertrag trat mit einer Laufzeit von zehn Jahren zum 1. Juli 1934 in Kraft. Darin verpflichtete sich das Leunawerk, seine Produktion bis zum 31. Dezember 1935 auf jährlich mindestens 300.000, höchstens 350.000 Tonnen Benzin zu erhöhen. Im Gegenzug verpflichtete sich die Reichsregierung,
- den gesamten Output des Leunawerkes zu kaufen, der bis zum 1. Juli 1934 auf dem freien Markt nicht abzusetzen war
- und ab dem 1. Juli 1934 einen Preis für alle Leuna-Produkte zu gewährleisten, der alle Kosten einschließlich Steuern und Abschreibung zuzüglich einer Rendite von 5 % auf das investierte Kapital garantierte.[2]

Weiterhin verpflichtete sich das Werk Leuna, die erzeugte Menge (maximal 350.000 Tonnen) während der Vertragsdauer aufrechtzuerhalten und für die Fortentwicklung des technischen Verfahrens, wie für die marktgängige Beschaffenheit des Benzins zu sorgen. Gewinne, die über die fünfprozentige Kapitalrendite hinausgingen, flossen der Reichsregierung zu. Hierfür wurde eine jährliche Prüfung des Gestehungspreises mit Einsichtsrecht des Staates in die Buchführung der Ammoniakwerk Merseburg GmbH – Leuna Werke vereinbart. Als Garantie- und Gestehungspreis legte der Vertrag für die ersten drei Jahre 18,5 Pfennig pro Liter Benzin fest. Lagen die Kosten über dem vereinbarten Gestehungspreis, musste der Staat den überschreitenden Differenzbetrag an das Leunawerk zahlen; lag der Preis darunter, musste das Leunawerk die Differenz an den Staat abführen.
Verfassungsrechtlich legitimiert wurden die vereinbarten Absatz- und Preisgarantien erst durch das am 13. Dezember 1934 verkündete und auf den 1. Dezember 1933 zurückdatierte Gesetz über die Übernahme von Garantien zum Ausbau der Rohstoffwirtschaft. Dieses sogenannte Garantiegesetz fixierte nicht nur den Wechsel der Zuständigkeit vom Reichsfinanzministerium auf das Reichswirtschaftsministerium, sondern regelte überhaupt erst die Vergabe von Subventionen für den Ausbau der heimischen Bodenschätze und Ersatzstoffe.

## Wirksamkeit
| Preisbildung für Erdölbenzin Ende 1932 | Preisbildung für Erdölbenzin Ende 1932 | Preisbildung für Erdölbenzin Ende 1932 |
| Faktor                                 | RM je 100 Liter                        |                                        |
| -------------------------------------- | -------------------------------------- | -------------------------------------- |
| Benzinpreis cif Hamburg                | 6,00                                   |                                        |
| Mineralölzoll                          | 16,23                                  |                                        |
| Ethanol-Zwangsbeimischung              | 2,60                                   |                                        |
| Umsatzsteuer                           | 0,46                                   |                                        |
| Frachtkosten                           | 1,50                                   |                                        |
| Lager- und Tankstellenzufuhr           | 2,20                                   |                                        |
| Tankstellengebühren                    | 0,60                                   |                                        |
| Tankstellenunterhaltung                | 1,90                                   |                                        |
| Vergütung der Tankstellen              | 4,00                                   |                                        |
| Verkaufspreis                          | 35,48                                  |                                        |

Bis Dezember 1935 wurde in Leuna regelmäßig eine Produktion von 25.000 Monatstonnen erreicht und somit die Vertragsbestimmung von 300.000 Jahrestonnen termingemäß erfüllt. Für die Jahre 1934/35 erhielt das Werk insgesamt 4,8 Millionen RM vom Staat. Ab dem Jahr 1936 kehrte sich die Lage um. Auf Grund der ansteigenden Weltmarktpreise für Benzin und vor allem durch technische Verbesserung des Verfahrens konnten die Gestehungskosten auf 13,6 Pfennig gesenkt werden. Nun erhielt gemäß dem Vertrag der Staat den Differenzbetrag von den Leunawerken ausgezahlt. Damit entwickelten sich die Gewinne für den Fiskus zu einer beachtlichen Einnahmequelle. Bis zum Ablauf des Abkommens brachten die Leuna-Umsätze dem Deutschen Reich über 90 Millionen RM ein (nach heutiger Kaufkraft 475,4 Millionen Euro).
Somit entwickelte sich der Vertrag letztendlich für die Ammoniakwerk Merseburg GmbH – Leuna Werke zu einem Verlustgeschäft. Allerdings hatten erst die staatlichen Zusagen dafür gesorgt, dass break even erreicht wurde und Gewinne flossen. Die Absatzgarantie des Staates spielte dabei keine besondere Rolle, weil die I.G. Farben seit 1927 einen Vertriebsvertrag mit ihrer Tochtergesellschaft Gasolin hatte, an der auch die beiden Erdölkonzerne Standard Oil und Shell beteiligt waren und mit denen seit 1927 ebenfalls Absatzvereinbarungen bestanden. Darin war fixiert, das Leuna-Benzin, welches von der Gasolin nicht abgesetzt werden konnte, Standard Oil und Shell übernahmen und diese Überschüsse an ihren anderen Tankstellen verkauften.
Für die Verbraucher spielte es finanziell keine Rolle, ob sie an den Tankstellen synthetisches Benzin oder Erdölbenzin kauften. Der Verkaufspreis von Erdölbenzin lag in Deutschland bereits ab 1932 infolge zunehmender Belastungen durch Zölle, Steuern und Ethanol-Beimischungszwang fast das Sechsfache über dem ursprünglichen Einkaufspreis. Ein Liter Erdölbenzin kostete in Deutschland von 1932 bis 1934 zwischen 35 und 39 Pfennig, von 1935 bis 1938 zwischen 38 und 42 Pfennig und ab 1939 staatlich festgelegt einheitlich 39 Pfennig. Demgegenüber lag der Verkaufspreis des Leuna-Benzins an den Tankstellen ab dem Jahr 1931 zwischen 30 und 35 Pfennig. Damit war es für die Verbraucher ab 1932 nicht teurer als Erdölbenzin und seine Produktion schon seit 1931 zumindest kostendeckend. Denn für das heimisch hergestellte synthetische Benzin fielen kein Mineralölzoll und keine Ethanol-Abgabe an.
Da die Gestehungskosten durch verbesserte Produktion noch weiter sanken und die Weltmarktpreise für Erdöl ab Mitte 1934 enorm stiegen, erlangte synthetisches Benzin schlagartig Konkurrenzfähigkeit. In der Folgezeit wurden die Produktionskapazitäten in den Leunawerken auf eine Jahresleistung von 650.000 Tonnen synthetischer Produkte gesteigert. Parallel baute die I.G. Farben weitere Hydrierwerke an verschiedenen Standorten. Auch andere deutsche sowie ausländische Mineralölunternehmen erwarben von der I.G. Farben entsprechende Lizenzen und betrieben ab 1936 eigene Hydrieranlagen. Nach der Unterzeichnung des Benzinvertrags war der Bau weiterer Hydrierwerke und das Lizenzgeschäft für die I.G. Farben besonders attraktiv, da das Abkommen nur für die Leunawerke galt und sich dort nur auf maximal 350.000 Tonnen Benzin erstreckte.

## Interpretationen
In der Geschichtsforschung wird das Feder-Bosch-Abkommen unterschiedlich interpretiert. Die marxistische Historikerin Lotte Zumpe führte 1980 in einer umfassenden Auftragsarbeit der Akademie der Wissenschaften der DDR mit dem Titel Wirtschaft & Staat in Deutschland 1933 bis 1945 aus, dass der „Zweck des Vertrags in der Übernahme des Risikos durch den Staat für ein strategisches Produkt zur Kriegführung lag, dessen Profitaussichten ungewiss waren.“ Auch ihr Kollege Kurt Pätzold betrachtete das Abkommen als Ausgangspunkt „der Kriegsvorbereitung seit 1933, bei der die I.G. Farben eine führende Rolle übernahm“. Seine Darstellung fand unter anderem im Jahr 1997 Eingang in die Enzyklopädie des Nationalsozialismus. Daran anknüpfend führte der Unternehmensberater und promovierte Historiker Bernd C. Wagner aus, dass „der Benzinvertrag die Rahmenbedingungen absteckte, innerhalb derer sich die Autarkiebestrebungen des NS-Regimes und die wirtschaftlichen Interessen der I.G. Farben verbinden ließen.“
Technik- und Wirtschaftshistoriker, wie Wolfgang Birkenfeld, Werner Abelshauser, Rainer Karlsch, Günter Bayerl, Titus Kockel oder Heinrich Kahlert, bewerten das Abkommen anders. Dass die synthetische Treibstoffindustrie im Zweiten Weltkrieg große Bedeutung gewann, steht auch für sie außer Frage. Ihre Forschungsergebnisse widerlegen jedoch, dass der Benzinvertrag mit der I.G. Farben von vornherein Bestandteil der Wiederaufrüstung Deutschlands gewesen sei.
An erster Stelle wird von ihnen darauf hingewiesen, dass Carl Bosch die Herstellung von synthetischem Benzin stets als ein internationales Projekt betrachtete und die I.G. Farben zu dieser Zeit mit mehreren Ländern sogenannte Engineer-Agreements vereinbarte. Unter anderem errichtete die Standard Oil mit Lizenz der I.G. Farben ab 1929 sieben Hydrieranlagen in den USA für die Produktion von Kohlebenzin. Das seinerzeit größte Steinkohle-Hydrierwerk der Welt ging 1935 in Billingham im Nordosten Englands in Betrieb. Die Planungen für das Werk begannen 1931 und waren offiziellen britischen Angaben zufolge auf einen künftigen Krieg ausgerichtet, um bei einer Seeblockade auf einheimische Öl-Ressourcen zurückgreifen zu können. Die britische Regierung bezahlte die I.G.-Lizenz sowie den Bau der Anlage und subventionierte bis Oktober 1939 die gewonnenen synthetischen Treibstoffe.
Birkenfeld sieht den Vertrag lediglich als Teil der nationalsozialistischen Maßnahmen zur Arbeitsbeschaffung und bezeichnet „den Schluss auf ein Bündnis zwischen der NSDAP und der Wehrmacht im Zusammenhang mit Kriegsvorbereitungen [zum Zeitpunkt des Vertragsabschlusses] als gegenstandslos und unhistorisch.“ Auch der Technikhistoriker Bayerl analysierte, dass die Vereinbarung „keine militärstrategische Komponente besaß, da die vertraglich garantierte Jahreserzeugung (1934: 300.000 Tonnen) allein schon im Vergleich zum regulären Jahresverbrauch des Deutschen Reiches (1934: 3.700.000 Tonnen) nur ein unbedeutender Bruchteil war.“
Entsprechend der Forschung von Kockel erlangte ab 1935 die Erdölförderung in Deutschland ein viel stärkeres Gewicht als die im Vergleich langsamer voranschreitende Syntheseproduktion. So erfolgte durch das Reichsbohrprogramm erstmals eine gründliche und systematische Untersuchung Deutschlands auf Erdöllagerstätten. Innerhalb kurzer Zeit wurden zahlreiche neue Erdölfelder im Raum Hannover, im Emsland, in Schleswig-Holstein und im Oberrheintal entdeckt. Von 1928 bis 1935 stieg die deutsche Erdölförderung von 103.000 auf 427.000 Tonnen jährlich an und erreichte 1940 mit 1,1 Millionen Tonnen zunächst ihren Höhenpunkt. Dazu kamen nach dem „Anschluss Österreichs“ die reichen Erdölvorkommen im Wiener Becken, wo die Förderung zwischen 1938 und 1944 von 57.000 Tonnen auf 1,2 Millionen Jahrestonnen anstieg.
Darüber hinaus weist Kockel auf verschiedene Versuche der Nationalsozialisten hin, die Treibstoffversorgung von außen zu bewerkstelligen. Unter anderem wurden kurz nach dem Zustandekommen des Feder-Bosch-Abkommens konkrete Verhandlungen über Rohölimporte geführt, bei denen das NS-Regime im Frühjahr 1934 dem anglo-amerikanischen Achnacarry-Kartell ein exklusives Abnahmeprogramm anbot. Diese Versuche sprechen nach Ansicht von Kockel deutlich gegen die Annahme, dass Hitler von Beginn an eine Autarkiepolitik mit langfristiger wehrökonomischer Zielsetzung verfolgte. Vielmehr habe das NS-Regime „in Wirklichkeit eine enorm kurzfristige Politik geführt, die auf die jeweiligen valutarischen und arbeitskonjunkturellen Probleme reagierte.“
Karl Heinz Roth erwähnt, dass „die Konzernleitung der I.G. Farben auf den dringenden Bedarf der Luftwaffe nach hochwertigem Flugbenzin erst ab Ende 1940 einging.“ In Übereinstimmung der wissenschaftlichen Arbeit der Wirtschaftshistoriker Karlsch und Raymond G. Stokes erreichte die NS-Autarkie und Rüstungspolitik einen enormen Ausbau der synthetischen Treibstoffproduktion, konnte jedoch weder zu Kriegsbeginn noch in der Folgezeit die Unabhängigkeit von Ölimporten sichern. Tatsächlich waren bis Juni 1941 die Sowjetunion und vor allem bis August 1944 Rumänien die Hauptlieferanten des Treibstoffs für die deutsche Kriegsmaschinerie. Hitler selbst sagte dazu im Juni 1942 in einem Gespräch mit dem finnischen Oberbefehlshaber Carl Gustav Emil Mannerheim:

„Wir haben eine große deutsche Produktion; aber was allein die Luftwaffe verschlingt, was unsere Panzerdivisionen verschlingen, das ist denn doch etwas ganz Ungeheures. Es ist ein Verbrauch, der über alle Vorstellungen hinweggeht. Mein  Land hängt von Importen ab. Ohne mindestens vier bis fünf Millionen [Jahres-]Tonnen rumänischen Petroleums würden wir den Krieg nicht führen können und hätten ihn lassen müssen.“